# Wet (canción de Snoop Dogg)
«Wet» es el primer sencillo del artista de hip hop Norteamericano Snoop Dogg, extraído de su undécimo álbum de estudio
Doggumentary. La versión original fue producida por The Cataracs. «Wet» alcanzó el puesto 40 en el Hot R&B/Hip-Hop Songs, el 18 en el Hot Rap Songs y 13 en el Bubbling Under Hot 100 Singles. El remix realizado por el disc jockey francés David Guetta, titulado «Sweat - David Guetta Remix» fue lanzado el 4 de marzo de 2011.

## Antecedentes
«Wet» fue escrito por Snoop Dogg, junto con The Cataracs, quienes produjeron la canción. Snoop Dogg grabó la canción específicamente para la fiesta del Príncipe Guillermo. Snoop cuenta con una secuela de la canción del 2008 "Sexual Eruption". Producido por The Cataracs, los productores de Like a G6, Snoop dijo “Cuando me enteré que la familia real quería que realizara un presentación para el matrimonio del príncipe Guillermo, yo sabía que tenía que darles algo más”, y continuó: “’Wet’ es perfecta para la boda del príncipe William, la playa o un club de fumadores”. La canción fue estrenada en el sitio web de Snoop precisamente el 30 de noviembre a las 4:20 p. m.

## Sweat - David Guetta Remix
Se trata del segundo remix oficial del sencillo realizado por David Guetta. Esta versión se titula «Sweat (David Guetta Remix)». Fue lanzado el 4 de marzo de 2011, y está incluido en el quinto álbum de David Guetta, Nothing but the Beat. En esta versión, utiliza el sample de «Don't You Want Me» de Felix, originalmente editado en 1992. La versión dub remix cuenta con la producción de David Guetta y Afrojack. Se estrenó el 13 de mayo de 2011.

## Desempeño en las listas musicales
En el Reino Unido «Wet» debutó en el decimosexto puesto, pero dos semanas después subió al top diez, para finalmente llegar a la cuarta posición. «Wet» estuvo en el puesto top cinco en Finlandia, Alemania e Irlanda. El 14 de marzo de 2011, «Sweat - David Guetta Remix» debutó en el ARIA Singles Chart ubicándose el puesto sesenta, aunque la semana siguiente subió al puesto cincuenta y uno. Su pico máximo fue el noveno puesto. Tres semanas más tarde llegó al puesto uno, manteniéndose allí durante una semana y convirtiéndose en el tercer número de Guetta en Australia. Las ventas superaron las 210 000 copias, por lo que certificado como 3x platino.

## Video musical
«Wet» fue filmado en el Casino Palms de Las Vegas. En el video, Snoop Dogg organiza una despedida de soltero para el príncipe Guillermo, y su hermano el príncipe Harry, antes de su matrimonio con Kate Middleton. Se muestran escenas de Snoop junto a varias mujeres que bailan a su alrededor. El vídeo musical de la canción se estrenó en el canal de Snoop Dogg de Vevo el 5 de enero de 2011. Para el corte «Sweat - David Guetta Remix» se estrenó una nueva edición del video que cuenta con escenas extra.

## Lista de canciones y formatos
| Descarga digital |                          |          |  |
| N.º              | Título                   | Duración |  |
| 1.               | «Wet» (Versión original) | 3:47     |  |

| Descarga digital - Sweat |                              |          |  |
| N.º                      | Título                       | Duración |  |
| 1.                       | «Sweat» (David Guetta Remix) | 3:15     |  |

| Descarga digital EP |                                           |          |  |
| N.º                 | Título                                    | Duración |  |
| 1.                  | «Sweat» (David Guetta Remix)              | 3:15     |  |
| 2.                  | «Sweat» (David Guetta Remix)" (Extended)) | 5:43     |  |
| 3.                  | «Sweat» (David Guetta & Afrojack Dub Mix) | 7:30     |  |
| 4.                  | «Wet» (David Guetta Extended Remix)       | 5:42     |  |

| Alemania - Sencillo en CD |                              |          |  |
| N.º                       | Título                       | Duración |  |
| 1.                        | «Sweat» (David Guetta Remix) | 3:15     |  |
| 2.                        | «Wet» (David Guetta Remix)   | 3:16     |  |

## Posicionamiento en listas

### Listas semanales

#### Posiciones obtenidas por «Sweat»
| País           | Lista (2011)                     | Mejor posición | Ref.   |
| -------------- | -------------------------------- | -------------- | ------ |
| Alemania       | Media Control AG                 | 2              | [ 14 ] |
| Australia      | ARIA Singles Chart               | 1              | [ 15 ] |
| Austria        | Ö3 Austria Top 75                | 1              | [ 16 ] |
| Bélgica        | Ultratop 50 flamenca             | 2              | [ 17 ] |
| Bélgica        | Ultratop 40 valona               | 1              | [ 18 ] |
| Brasil         | Billboard Brasil Hot 100 Airplay | 24             | [ 19 ] |
| Brasil         | Billboard Hot Pop & Popular      | 6              | [ 20 ] |
| Canadá         | Canadian Hot 100                 | 25             | [ 21 ] |
| Dinamarca      | Tracklisten                      | 22             | [ 22 ] |
| Escocia        | The Official Charts Company      | 6              | [ 23 ] |
| España         | PROMUSICAE                       | 17             | [ 24 ] |
| Estados Unidos | Billboard Hot Dance Club Songs   | 4              | [ 21 ] |
| Finlandia      | Suomen virallinen lista          | 3              | [ 25 ] |
| Francia        | SNEP                             | 1              | [ 26 ] |
| Hungría        | Rádiós Top 40                    | 6              | [ 27 ] |
| Irlanda        | Irish Singles Chart              | 3              | [ 28 ] |
| Israel         | Media Forest                     | 7              | [ 29 ] |
| Italia         | FIMI                             | 15             | [ 30 ] |
| Noruega        | VG-lista                         | 10             | [ 31 ] |
| Nueva Zelanda  | RIANZ                            | 5              | [ 32 ] |
| Países Bajos   | Dutch Top 40                     | 5              | [ 33 ] |
| Polonia        | Dance Top 50                     | 6              | [ 34 ] |
| Reino Unido    | UK Singles Chart                 | 4              | [ 35 ] |
| Reino Unido    | UK Dance Chart                   | 2              | [ 36 ] |
| Rumania        | Romanian Top 100                 | 4              | [ 37 ] |
| Rusia          | Russian Airplay Chart            | 1              | [ 38 ] |
| Suecia         | Sverigetopplistan                | 9              | [ 39 ] |
| Suiza          | Schweizer Hitparade              | 2              | [ 40 ] |
| Turquía        | Turkish International Chart      | 3              | [ 41 ] |

#### Posiciones obtenidas por «Wet»
| País (2010-2011) | Lista                                  | Mejor posición | Ref..  |
| ---------------- | -------------------------------------- | -------------- | ------ |
| Estados Unidos   | Bubbling Under Hot 100 Singles         | 13             | [ 42 ] |
| Estados Unidos   | R&B/Hip-Hop Songs                      | 40             | [ 21 ] |
| Estados Unidos   | Rap Songs                              | 18             | [ 43 ] |
| Reino Unido      | UK R&B Chart                           | 37             |        |
| Reino Unido      | UK Singles The Official Charts Company | 163            | [ 44 ] |

### Certificaciones
| País          | Organismo certificador | Certificación | Simbolización | Ventas  | Ref.   |
| ------------- | ---------------------- | ------------- | ------------- | ------- | ------ |
| Alemania      | BVMI                   | Platino       | ▲             | 300 000 | [ 45 ] |
| Australia     | ARIA                   | 4× Platino    | 4▲            | 280 000 | [ 46 ] |
| Austria       | IFPI Austria           | Platino       | ▲             | 30 000  | [ 47 ] |
| Bélgica       | BEA                    | Oro           | ●             | 15 000  | [ 48 ] |
| Dinamarca     | IFPI Dinamarca         | Oro           | ●             | 15 000  | [ 49 ] |
| Italia        | FIMI                   | Platino       | ▲             | 30 000  | [ 50 ] |
| Nueva Zelanda | RIANZ                  | Platino       | ▲             | 15 000  | [ 51 ] |
| Reino Unido   | BPI                    | Platino       | ▲             | 600 000 | [ 52 ] |
| Suecia        | IFPI Suecia            | Platino       | ▲             | 40 000  | [ 53 ] |
| Suiza         | IFPI Suiza             | Platino       | ▲             | 30 000  | [ 54 ] |

## Historial de lanzamientos
| País           | Fecha               | Formato          | Ref.   |
| -------------- | ------------------- | ---------------- | ------ |
| Estados Unidos | 11 de enero de 2011 | Rhythmic airplay | [ 55 ] |
| Reino Unido    | 4 de marzo de 2011  | Descarga digital | [ 56 ] |
| Alemania       | 1 de abril de 2011  | Sencillo en CD   | [ 13 ] |